# Hulul
Hulul (arab. حلول) – wieś w Syrii, w muhafazie Idlib. W 2004 roku liczyła 794 mieszkańców.